# Fawkner
Fawkner är en ort i Australien. Den ligger i kommunen Moreland och delstaten Victoria, omkring 11 kilometer norr om delstatshuvudstaden Melbourne. Antalet invånare är 12 596.
Runt Fawkner är det mycket tätbefolkat, med 2 103 invånare per kvadratkilometer.. Närmaste större samhälle är Melbourne, omkring 11 kilometer söder om Fawkner. 
Runt Fawkner är det i huvudsak tätbebyggt. Genomsnittlig årsnederbörd är 1 244 millimeter. Den regnigaste månaden är juli, med i genomsnitt 140 mm nederbörd, och den torraste är januari, med 49 mm nederbörd.